# Turritella communis
Espèce
Turritella communis ou Turritellinella tricarinata, la Turritelle commune, est une espèce de mollusques gastéropodes marins de la famille des Turritellidae.

## Distribution et habitat

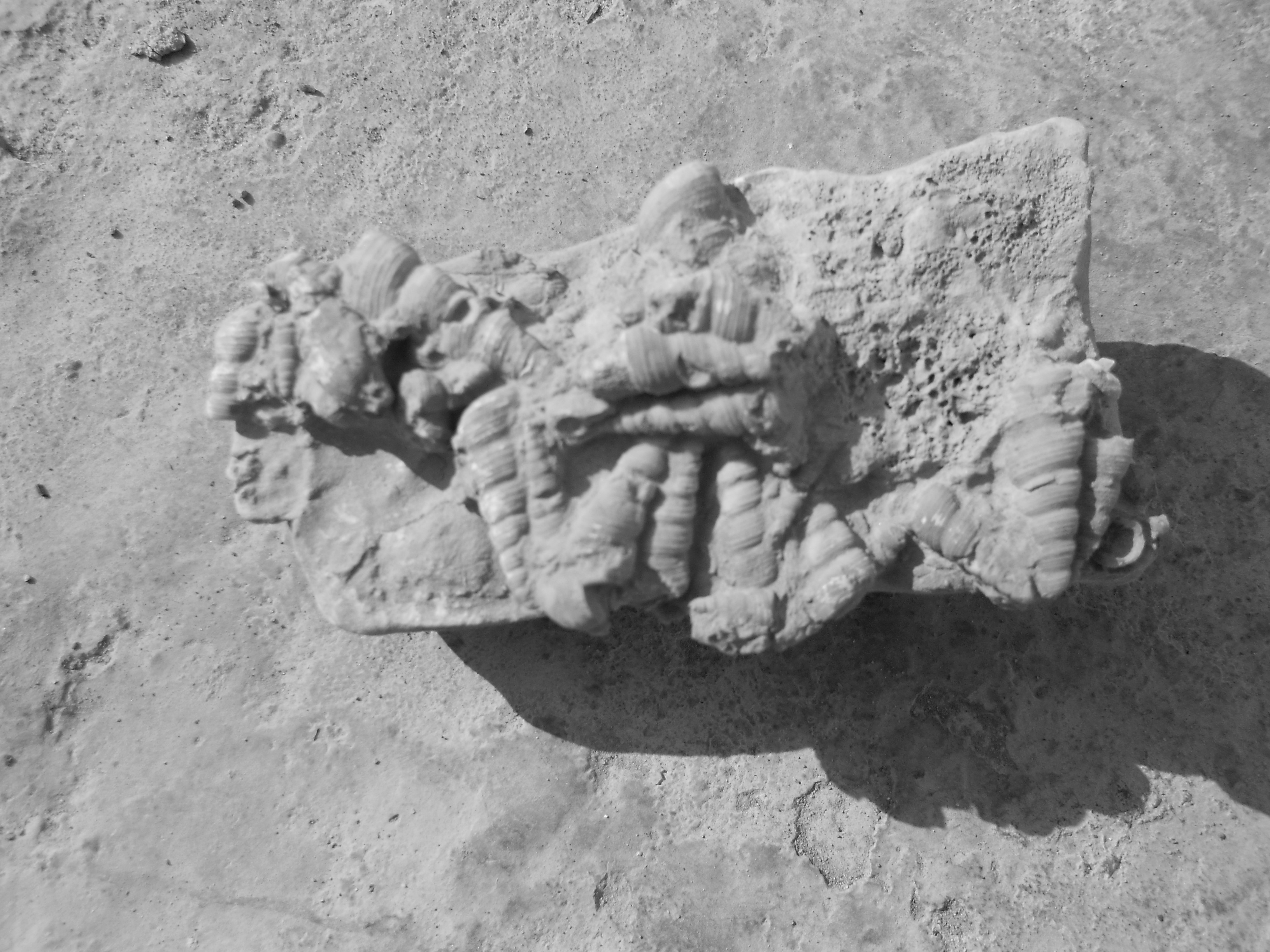
Turritella communis

Cette espèce est présente dans l'océan Atlantique oriental depuis les îles Lofoten jusqu'au sud de la mer Méditerranée et en Afrique du Nord. Elle a aussi été observée en 2013 en mer Noire, ou, jusqu'alors, elle était considérée comme absente. De même, Turritella communis est rare, voire absente, à l'est de la Manche et au sud de la mer du Nord. 
On retrouve l'animal dans la zone sublittorale à des profondeurs allant jusqu'à 200 m, où il est généralement enfoui dans sédiment suivant un angle d'environ 10°. Il reste là, stationnaire pendant de longues périodes. Il peut être localement abondant sur les sédiments vaseux dans les eaux peu profondes.

## Description
La coquille de Turritella communis est conique, effilée, à l'apex très pointu, et d'une coloration allant de brun rougeâtre à blanche. Elle atteint une longueur moyenne de 3 cm et une largeur de 1 cm. Les spires sont nombreuses, portant de petites crêtes, et peuvent avoir un aspect perlé. L'ouverture de la coquille est petite. La lèvre externe est crénelée. L'opercule est concave, petit et circulaire et a de nombreux cils sur ses bords.
L'animal présente des marques blanches sur les tentacules, le siphon et le pied. Ce pied présente également des taches sombres et des stries.

## Comportement et biologie

### Habitudes alimentaires
Turritella communis se nourrit de dépôts par alimentation ciliaire. Elle filtre l'eau pour se nourrir des particules qui y flottent. Afin d'empêcher les particules plus grosses de pénétrer dans la cavité du manteau, elle possède au bord du manteau, un rideau de tentacules dont les plus grands sont pennés.